# إلياس الصخيري
إلياس جوريس الصخيري (بالفرنسية: Ellyes Skhiri) (مواليد 10 مايو 1995) هو لاعب كرة قدم تونسي يلعب حاليا في خط الوسط لصالح نادي كولن الألماني.

## روابط خارجية
- إلياس الصخيري على موقع IMDb (الإنجليزية)
- إلياس الصخيري على موقع الاتحاد الدولي (مؤرشف)  (الإنجليزية)
- إلياس الصخيري على موقع الاتحاد الأوربي (الإنجليزية)
- إلياس الصخيري على موقع رابطة كرة القدم الفرنسية للمحترفين (الإنجليزية)
- إلياس الصخيري على موقع قاعدة بيانات كرة القدم.إي يو (الإنجليزية)
- إلياس الصخيري على موقع ليكيب (الفرنسية)
- إلياس الصخيري على موقع ناشيونال فوتبول تيمز (الإنجليزية)
- إلياس الصخيري على موقع Soccerbase.com (لاعب) (الإنجليزية)
- إلياس الصخيري على موقع Soccerway.com (الإنجليزية)
- إلياس الصخيري على موقع عالم كرة القدم.نت (الإنجليزية)
- إلياس الصخيري على موقع AS.com (الإسبانية)